# Боровець (Велюнський повіт)
Боровець (пол. Borowiec) — село в Польщі, у гміні Велюнь Велюнського повіту Лодзинського воєводства.
Населення — 88 осіб (2011).
У 1975-1998 роках село належало до Серадзького воєводства.

## Демографія
Демографічна структура станом на 31 березня 2011 року:
|          | Загалом | Допрацездатний вік | Працездатний вік | Постпрацездатний вік |
| -------- | ------- | ------------------ | ---------------- | -------------------- |
| Чоловіки | 48      | 13                 | 28               | 7                    |
| Жінки    | 40      | 12                 | 20               | 8                    |
| Разом    | 88      | 25                 | 48               | 15                   |